# Jagodnica (Łódź)
Jagodnica (dawn. Jagodnica Złotna) – dawna podłódzka wieś, od 1946 osiedle w zachodniej części Łodzi, w dzielnicy Polesie. Administracyjnie wchodzi w skład osiedla Złotno.

## Historia
Jagodnica Złotna to dawny folwark; od 1867 w gminie Rąbień. W 1827 mieszkało tu zaledwie 16 osób, a na początku XX wieku 72. W okresie międzywojennym należała do powiatu łódzkiego w woj. łódzkim. 1 kwietnia 1927 wyłączono ją z gminy Rąbień i włączono do gminy Brus. 1 września 1933 miejscowość weszła w skład nowo utworzonej gromady (sołectwa) Nowe Złotno w granicach gminy Brus. Podczas II wojny światowej włączona do III Rzeszy.
Po wojnie Jagodnica Złotna powróciła do powiatu łódzkiego woj. łódzkim, lecz już 13 lutego włączono ją wraz z całą gromadą Nowe Złotno do Łodzi.
Uwaga: Nie należy mylić Jagodnicy włączonej do Łodzi w 1946 roku (a więc folwarku Jagodnica Złotna) z miejscowością nazywaną Jagodnicą, a włączoną do Łodzi w 1988 roku (dawną kolonią Huta Jagodnica) Jagodnica (Złotna) ciągnie się obecnie wzdłuż ul. Jagodnica, ok. 1,5 km na wschód od Jagodnicy (to jest kolonii Huty Jagodnicy) włączonej do Łodzi w 1988 roku. Jagodnica włączona do Łodzi w 1988 roku stanowi obecnie południowy ciąg obecnej ul. Huta Jagodnicka (na południe od jej przecięcia z ul. Złotno), graniczącej z konstantynowską Dąbrową w okolicy rzeki Jasieniec.